# St. John’s Episcopal Church (Columbia, Tennessee)

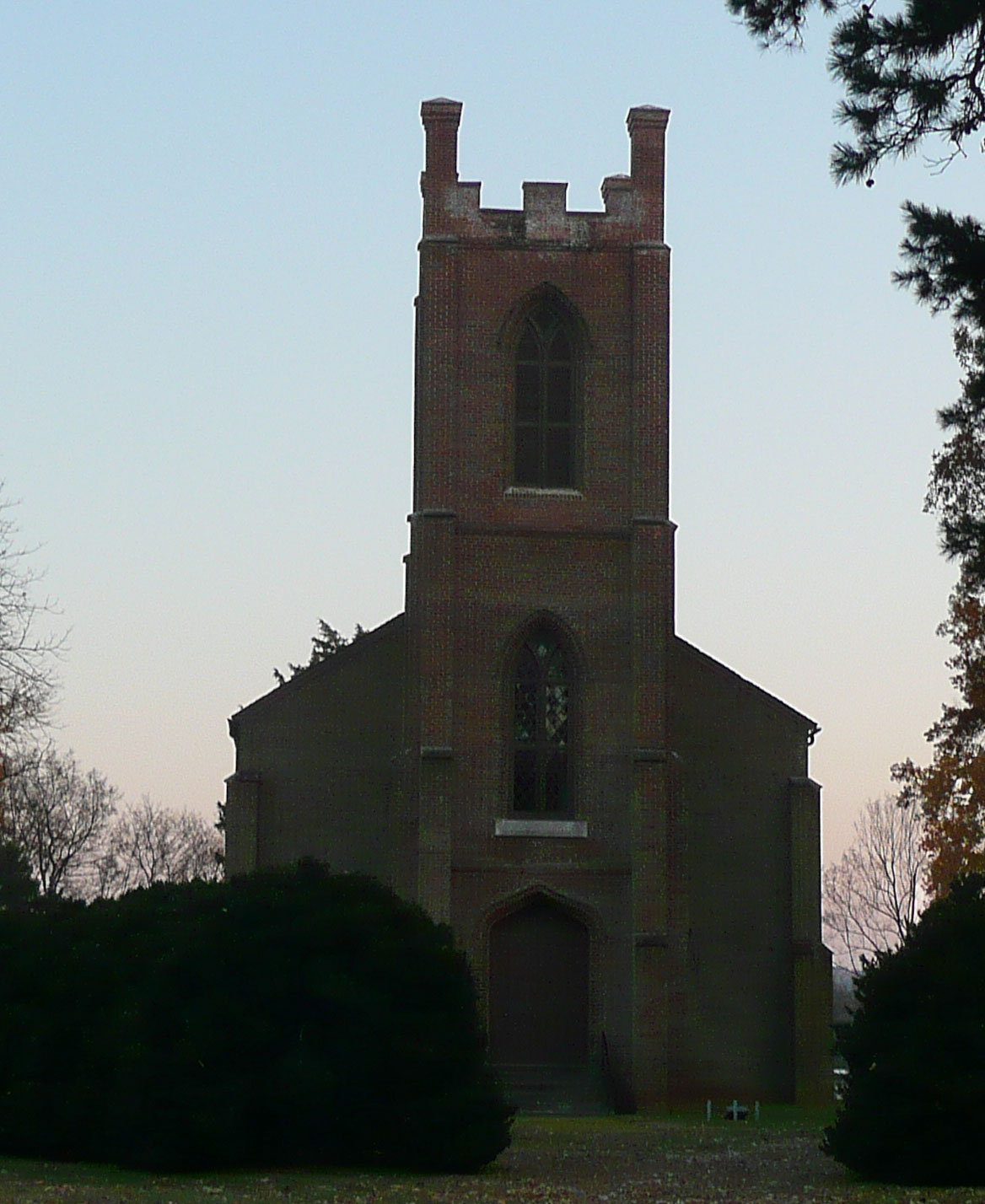
St. John’s Episcopal Church, 2008

St. John’s Episcopal Church ist ein Kirchengebäude der Episkopalkirche der Vereinigten Staaten von Amerika im heutigen Gebiet von Ashwood in Maury County (Tennessee, USA). Sie liegt circa 9,5 km südwestlich der Hauptstadt Maury Countys, Columbia. Das Land gehörte ursprünglich Colonel William Polk, einem Veteranen des amerikanischen Unabhängigkeitskrieges.
Die Kirche wurde durch einen von Polks Söhnen, dem „Fighting Bishop“ Leonidas Polk von 1839 bis 1842 gegenüber von Ashwood Hall erbaut.
Vor dem Bau der Kirche fungierte Leonidas Polk als Leiter der St. John’s Episcopal Church vom 1. Januar 1834 bis zum 31. August 1838 in seinem eigenen Haus. Aufgrund seines schlechten Gesundheitszustandes wurde er hierbei von James Hervey Otey unterstützt. 1839 entschloss sich Polk, gegenüber seinem Anwesen eine Kirche zu bauen. An der ausgewählten Stelle stand zuvor ein großer Kirschbaum, den er fällen ließ. Das Holz des Baumes verwendete er an verschiedenen Stellen innerhalb der Kirche, so etwa am Altarretabel. Die Kirche wurde im neugotischen Stil errichtet. Eine Kirche in Devon diente Polk dabei als Vorbild. Im Sommer 1842 wurde das durch Sklavenarbeit errichtete Gebäude fertiggestellt und am 4. September desselben Jahres geweiht.
Als erster ständiger Pastor wurde im Juli 1845 Stephen Patterson eingesetzt. Es wurden Gottesdienste sowohl für Schwarze als auch für Weiße abgehalten. Aufgrund des Wegzuges von Polk wurde 1848 E. H. Cressy neuer Leiter der Kirche. 1849 erhielt der Kirchturm eine Glocke. James Hildebrand wurde 1858 Kirchenleiter.
Am 31. März 1862 fielen während des Sezessionskrieges die Truppen Brigadegeneral Don Carlos Buells auf dem Grundstück von Ashwood Hall ein, plünderten die Kirche und zerschlugen die Fenster. Ab 1864 diente die Kirche als Hospital für die Soldaten der konföderierten Truppen.
Nach dem Krieg diente das Gotteshaus wieder als Kirche. 1872 wurde Richard N. Newell neuer Leiter. Bis zum Jahr 1915 fanden dort Gottesdienste statt, dann wurden diese wegen zu geringer Beteiligung eingestellt.
Auf Anfrage der Bischöflichen Diözese von Louisiana wurden 1945 Leonidas Polks 1864 bestatteten Überreste aus der in der St. Paul´s Episcopal Church in Augusta, Georgia befindlichen Krypta entnommen und an der Christ Church Cathedral in New Orleans, Louisiana beigesetzt. Zu einer Bestattung in der St. John’s Church, wie Polk es in seinem Testament von 1847 festgesetzt hatte, kam es aufgrund der Besetzung Tennessees durch Unionstruppen nicht. Heute wird die Kirche nur noch einmal pro Jahr für Gottesdienste genutzt. Der angrenzende Friedhof ist die Ruhestätte von vier Episkopalbischöfen von Tennessee.
Die Kirche wurde am 8. Juli 1970 in das National Register of Historic Places aufgenommen. Die Referenznummer ist 70000615.